# My Ruin
My Ruin fue un grupo de nu metal procedente de Los Ángeles (Estados Unidos) formado en 1998.

## Historia
Formación
My Ruin fue fundada por la vocalista Tairrie B en febrero de 1999, poco después de que su banda anterior, Tura Satana, se disolvió a finales de 1998, tras el lanzamiento de su segundo álbum de estudio de Socorro través de la liberación.
Tairrie inmediatamente comenzó a hacer planes para su próxima encarnación musical, lo que sería un proyecto en solitario. Del proyecto a principios de 1999, Tairrie declaró: "La banda no sólo se llamará Tairrie B, pero va a ser una cosa solo - sólo como Nine Inch Nails es en realidad Trent Reznor ... Es todo hasta ahora. Si falla, entonces no voy a tener a nadie más a quien culpar".
La grabación para Speak and Destroy se inició en febrero de 1999.
Speak and Destroy lanzado el 23 de agosto de 1999 en el Reino Unido y Europa, vería Tairrie explorar territorios musicales previamente desconocido. El álbum sería una amalgama de estilos experimental, palabra hablada parte, la parte metálica, parte industrial con el diseño electrónico. Incluso hay algunos versos Rap Metal estilo tirado en una buena medida, tal vez como un homenaje a los días Tairrie en Boca del hardcore rap traje de metal. El álbum recibió críticas muy favorables entre la prensa mainstream rock, con los gustos de Kerrang! la calificación de la 4k álbum es de 5.

## Discografía
- Speak and Destroy (1999)
- A Prayer Under Pressure of Violent Anguish (2000)
- The Horror of Beauty (2003)
- The Brutal Language (2005)
- Throat Full of Heart (2008)
- Ghosts and Good Stories (2010)
- A Southern Revelation (2011)

- Datos: Q2536362